# High Fashion
High Fashion — песня американского рэпера Родди Рича, вышедшая 19 мая 2020 как пятый сингл с его дебютного студийного альбома Please Excuse Me for Being Antisocial на лейблах Atlantic Records и BirdVision Entartainment. Песня была спродюсирована Mustard и GYLTTRYP.
7 мая 2020 Родди Рич анонсировал видеоклип на песню.

## Творческая группа
По данным Tidal.
- GYLTTRYP — продюсер
- Дижон Макфарлейн — продюсер, приглашённый исполнитель, автор песни
- Кёртис «Sircut» Бай — инженер-ассистент
- Закари Акоста — инженер-ассистент
- Николас Де Порцел — мастеринг
- Цирас «NOIS» Тагипур — миксинг
- Дерек «MixedByAli» Али — миксинг
- Крис Деннис — запись
- Родди Рич — основной исполнитель, автор песни
- Шарук Заман Хан — автор песни

## Чарты
| Чарт (2020)                           | Высшая позиция |
| ------------------------------------- | -------------- |
| Австралия (ARIA)                      | 87             |
| Канада (Billboard Canadian Hot 100)   | 30             |
| Ирландия (IRMA)                       | 48             |
| Нидерланды (Single Top 100)           | 91             |
| Швеция (Sverigetopplistan)            | 7              |
| Великобритания (OCC UK Singles)       | 45             |
| США (Billboard Hot 100)               | 20             |
| США (Billboard Hot R&B/Hip-Hop Songs) | 15             |
| США (Billboard Rhythmic)              | 1              |
| США (Rolling Stone Top 100)           | 5              |

## Сертификации
| Регион | Сертификация  | Продажи   |
| --- | ------------- | --------- |
| Великобритания (BPI) | Золотой       | 400 000   |
| США (RIAA) | 2× Платиновый | 2 000 000 |
| * Данные о продажах приведены только на основе сертификации. · ^ Данные о тиражах приведены только на основе сертификации. · Данные о продажах + прослушиваниях приведены только на основе сертификации. |               |           |